# Бизельсько
Бизельсько (словен. Bizeljsko) — поселення в общині Брежиці, Споднєпосавський регіон, Словенія. Висота над рівнем моря: 177,9 м.